# اگر یک‌هزار کلارینت
اگر یک‌هزار کلارینت (چکی: Kdyby tisíc klarinetů) یک فیلم موزیکال است که در سال ۱۹۶۵ منتشر شد.

## بازیگران
- ییرژی منتسل
- یانا بریخووا
- هانا هگرووا
- اوا پیلارووا
- کارل گوت
- ولاستیمیل برودسکی
- مارتین روژک
- واتسلاو لوهنیسکی
- یورای هرتز
- واتسلاو واسرمان
- کلارا یرنکووا
- ییتکا زلنوهورسکا